# Menhir von Cailouan
Der Menhir von Cailouan (auch Cailouan, Kaelonan, Caëlonan oder Kaillouan) steht nahe einer Quelle in Plésidy im Département Côtes-d’Armor in der Bretagne in Frankreich. 
Der zu den höchsten Exemplare in Frankreich gehörende Menhir aus Granit ist zylindrisch mit einer viereckigen Basis und einer verjüngten, abgerundeten Spitze. Es ist etwa 8,0 Meter hoch, 2,7 Meter breit und 1,7 Meter dick.
Der Menhir wurde 1889 als Monument historique klassifiziert.
Ein nahezu vollständig begrabener Dolmen befindet sich etwa 100 Meter südlich. Von ihm ragt nur der ovale Deckstein (2,6 × 2,3 Meter) aus Granit aus dem Boden. Er liegt auf drei Orthostaten, die zu Beginn des 20. Jahrhunderts noch sichtbar waren.